# Glyptopora michelinia
Glyptopora michelinia is een mosdiertjessoort uit de familie van de Hexagonellidae. De wetenschappelijke naam van de soort is voor het eerst geldig gepubliceerd in 1860 door Prout.